# 猎豹
猎豹又称印度豹，是一种隶属于猫科动物中“猫亚科”的大型猫科动物，猎豹属现存唯一的物种。野生种群现分布于非洲和伊朗，历史上还曾见于西亚、中亚与南亚各国，栖息在较为干旱炎热的开阔生境，包括草原、半沙漠及裸岩地区。因被英国殖民时期的印度皇室大量饲养，用于狩猎羚羊和鹿，加之外貌与豹相似，故称猎豹（英文：Cheetah）。；体表遍布黑色斑点，与豹相比其斑点较小且均为实心；头小而圆，吻较短，眼部有白斑，内眼角沿鼻吻部两侧各有一道明显的黑纹。分为4个亞種：东南非猎豹、东北非猎豹、西北非獵豹和亚洲猎豹；其中数量最多、体型最大的为东南非猎豹，成年雄性体重29－71千克，均重45千克，成年雌性21－63千克，均重38千克；其他3个亚种的成年体重一般在35千克以下。
猎豹既可独居，也可由近亲属或配偶组成小群活动，是除狮子外最倾向群居的猫科。与其他猫科主要依靠伏击的捕猎方式不同，猎豹主要依靠奔跑进行追逐式捕猎，并以其惊人的奔跑速度而闻名，最高时速可超过120千米，是世界上跑得最快的动物。
为适应快速奔跑，猎豹演化出了猫科中颇为独特的身体结构。其骨架轻盈，躯干瘦削，四肢修长从而形成高挑的身材，脊椎富有弹性便于舒张，一条长尾在跑步转弯时可保持身体平衡。此外，猎豹是唯一不能伸缩爪子的猫科，其爪子较钝，作用类似跑鞋的鞋钉，能在高速奔跑时紧扣地面，防止摔跤或打滑。这些特征使猎豹一度被认为是猫科中的异类。旧时的形态学分类将其单列为猎豹亚科（Acinonychinae），独立于猫亚科与豹亚科之外；现代遗传学研究则证实猎豹属于猫亚科，与美洲金猫类（美洲狮、細腰貓等）同源，它们的最近共同祖先生活在670万年前的北美草原，约490万年前分化为猎豹类和美洲金猫类。猎豹经白令陸橋进入旧大陆后，其北美的亲族最终于1.1万年前的更新世末灭绝。
由于受到人类侵害，猎豹在许多亚非国家均已绝迹，特别是仅存不足100只的亚洲猎豹，正处于灭亡边缘，致危因素是过去遭大量猎杀，且人类过度放牧造成其栖息地退化和猎物密度降低，以及近代以来频发的交通事故。

## 命名
獵豹的属名Acinonyx源自希腊语，作“不能動的爪”解，猎豹不能缩入脚爪，也是貓科動物唯一無法伸縮爪子的物種，可增加猎捕时的攻击力，脚底粗糙的肉垫，可增加在奔跑时的抓地力，较普通猫科较长的尾巴可以保持于奔跑时的平衡。种加词jubatus則衍生自拉丁语的iuba，即“馬的鬃毛”，指小獵豹的長毛。
主要欧洲语言中的獵豹一詞，源自拉丁语的gattus pardus，解作“像猫的豹”，如法语的guépard、意大利语的ghepardo、西班牙语的guepardo、葡萄牙语的guepardo（和chita）、德语的Gepard。英语的cheetah則来自印地语的chita，也可能来自梵文中的chitraka，意指“有斑点的”。

## 演化
远古时期猎豹的栖息地已延伸到非洲与亚洲、中國、印度，在冰河时期时更到达了欧洲与北美洲，今日则大多在非洲撒哈拉大沙漠以南，少部份的猎豹在亚洲，但也已在绝种边缘，且仅分布于伊朗。
獵豹的演化史可以追溯到約四百萬年前，已發現最古老的化石在現今美國德州、內華達、和懷俄明州境內，但不是這邊。它曾經遍佈亞洲、非洲、北美洲、和歐洲，直到約10,000年前的上個冰河期。劇烈的氣候變化導致大量的哺乳動物滅絕，北美、歐洲以及大部分亞洲和非洲的獵豹就此消失。

## 分類

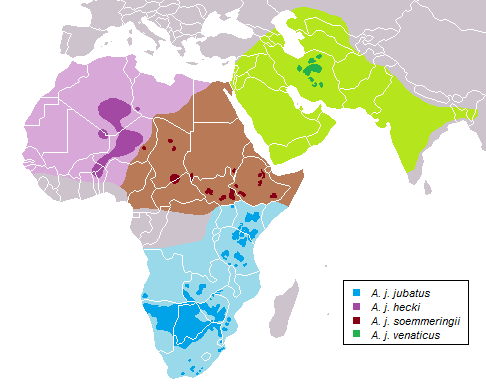
猎豹各亞種的歷史分布（淺色）和現代分布（深色）

现存的猎豹共有4個亚种。没有任何亚种特别活跃，现今都处在易危状态（或已绝灭）。
| 亚种列表                                                                  | 简介 | 图片 |
| ------------------------------------------------------------------------- | --- | ---- |
| 南非猎豹（A. j. jubatus或A. j. raineyii），或称纳米比亚猎豹、坦桑尼亚猎豹 | 生存于南非，纳米比亚，津巴布韦和博茨瓦纳，同时也是最常见的猎豹亚种。2007年的统计个体數目：博茨瓦纳1800个、南非550-850个、津巴布韦400个、在赞比亚100个、莫桑比克50-90个体以及在马拉维有25-50个。在今日的纳米比亚，猎豹的数量从2500头提升到3500头。通常生活在草原、热带草原、干旱的环境以及开阔的田野和山区。 分布：南部非洲（安哥拉、博茨瓦纳、刚果民主共和国、坦桑尼亚、马拉维、纳米比亚、南非、赞比亚与津巴布韦）和東非（肯尼亚、索马里、坦桑尼亚和乌干达） |      |
| 苏丹猎豹 （A. j. soemmeringii）或称中非猎豹和东北非洲猎豹                 | 发现与非洲大陆的中部、东北部，以及非洲之角，此亚种在2011年证明其遗传分析表明显著差异前，此亚种一直被归类为南非猎豹第二大的猎豹亚种，于2002年的种群统计，大约有2000个个体在野外。 分布：非洲东北部：（吉布提，埃及，厄立特里亚，埃塞俄比亚，利比亚，索马里，南苏丹和苏丹） 中部非洲：（喀麦隆，乍得，中非共和国，尼日利亚和尼日尔） |      |
| 西北非洲猎豹（A. j. hecki），或称撒哈拉猎豹                               | 生存于非洲西北部。目前的种群统计仅有250头成熟个体，此亚种目前被列为极危。此亚种是非洲内最小的猎豹亚种。 分布：非洲西北部：（阿尔及利亚，马里，毛里塔尼亚，摩洛哥，尼日尔，突尼斯） 西部非洲：（贝宁，布基纳法索，加纳，马里，毛里塔尼亚，尼日利亚和塞内加尔） |      |
| 亚洲猎豹（A. j. venaticus），或称伊朗猎豹和印度猎豹                       | 只发现于伊朗的干旱地帶，因而是亚洲唯一的猎豹亚种，也是最細小、最稀有的猎豹亚种，以至世界上最接近滅絕的动物。截至2013年，共在野外发现了约40－70隻个体，多数发现于伊朗的国家公园。亚洲猎豹有着比非洲猎豹更纤细的軀幹和更多的鬃毛，以及有着较细的泪沟和较小的头，也是唯一有冬季被毛的猎豹亞種。 分布：目前只存在于伊朗，已在以色列、伊拉克、叙利亚、沙特阿拉伯、约旦、阿曼、阿富汗、哈萨克斯坦、巴基斯坦、印度、孟加拉国與缅甸等国絕跡。                        |      |

## 身體構造

### 形態特征

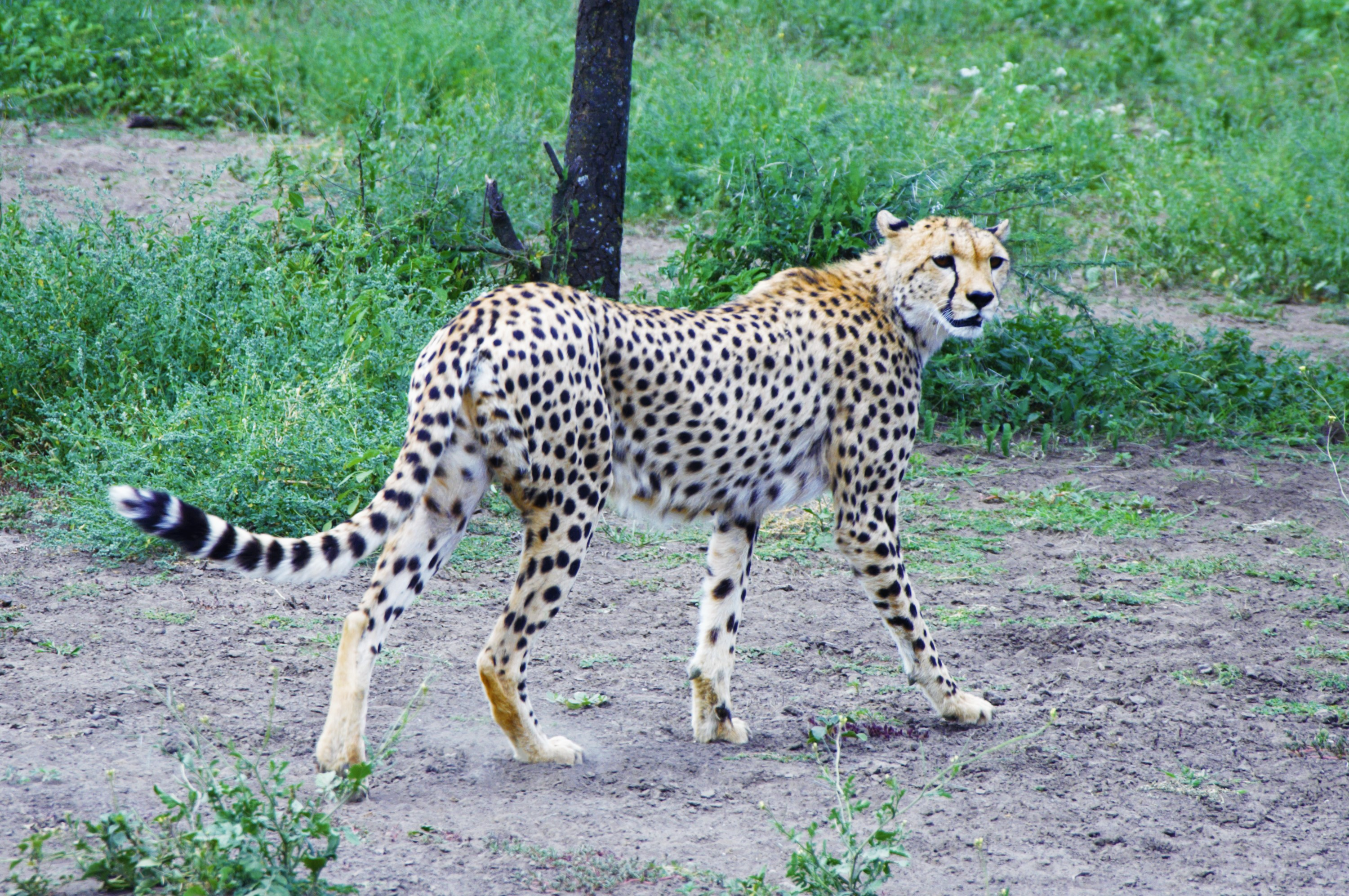
坦桑尼亚塞伦盖蒂国家公园的猎豹

獵豹体型较小，健壯、胸膛壯闊但腰部纖细。擁有看來較小的头脑，短嘴，也有对高视力的眼睛，宽鼻，小巧的圆耳。超大号的鼻孔确保了猎豹能在高速奔跑时获得足够的氧气。
野生成年雄性獵豹体重為29－65千克，雌性猎豹为21－63千克，体長為112－135公分，尾巴可長至84公分。野生猎豹平均壽命为8－10年，超过12年的极为罕见。
獵豹的黄色毛皮上的黑色斑点是實心圆，而花豹的斑点则是如花朵状的空心圆，美洲豹则是空心圆内还有個小圆點。
獵豹胸腹部為白色，尾巴则越靠近尾部條纹越明顯，而尾端则為全白色。
此外，獵豹臉上的斑點没有其他豹密集，并在口鼻兩侧有明顯的黑色泪线。
獵豹也有少數发生毛皮突变，有着更大、更密集的斑点，被称为“王獵豹”。
獵豹常被誤認為花豹，但除了体型比花豹小很多以外，最明顯的區別是獵豹從眼角開始，長長淚滴型的線條通過鼻子兩側直到嘴部。獵豹皮毛的顏色是淺褐色與約為0.78－1.85英寸的黑斑所構成，腹部是白色的，沒有斑點。它尾部末端有斑點彼此連接，形成4-6個暗色的環，尾部的末端的毛通常顔色較白。雄獵豹的體型比雌豹略大，頭部也稍大，但僅從外觀，很難分辨其性別。
剛出生的獵豹皮毛顔色很深，因此很不容易分辨混雜在其中的斑點。幾週後，沿背上開始長出灰黃色的厚毛，稱爲鬃毛。深色的毛，有助於獵豹寶寶隱藏在陰影裏。一般動物學家認爲鬃毛有幾個目的，除了抵擋太陽和大雨外，也是保護色，讓它們看來像是乾枯的野草。此外，也是種防禦性的偽裝，幼豹看來像是蜜獾，是種兇悍的小型獵食動物，大多數獵食者不願意招惹。約從第3個月開始，鬃毛會逐漸消退，但消退時間可能持續很長，有些鬣豹在兩歲後仍有帶有鬃毛。獵豹幼崽的鬃毛（鬣毛）也是獵豹名字的由来。

### 運動功能
獵豹的種種生理特徵使它能適應高速，強而有力的心臟、超大的肝、大而有力的動脈。它有小尺寸的頭，面部平坦、較短的面部肌肉，使一雙大眼睛的位置能提供最好的視力，較大的鼻孔和鼻腔。它的身體瘦長、有著輕而細長的腳掌和腿、高度進化的肌肉能為了加速，彼此同時運作，讓四肢有較大的伸展幅度。奔跑時四肢交替地集中和展開，它的臀和肩部環繞著高低起伏，很有伸縮性的脊椎旋轉。獵豹長而充滿肌肉的尾部是身體的穩定器或是舵，可以平衡體重，防止翻滾，使它在快速追逐中能迅速轉彎。猫科動物中，獵豹的爪短而鈍，而且不能收縮，這幫助它在奔跑時扣住地面。它的腳掌沒有其它貓科動物的圓，較硬的肉掌如同胎紋，幫助它們在高速中能快速地急轉彎。
獵豹全速奔跑時速可以超過120公里，相當於百米世界冠軍的三倍快，據動物星球節目資料指出觀察過的野生獵豹100公尺直線，最快曾達5.13秒，這種速度是世界百米紀錄保持人烏塞恩·博爾特9.58秒的1.86倍快，美國辛辛那提動物園，人工飼養猎豹莎拉在2012年試驗中創下一百公尺5.95秒佳績，成為人工飼養獵豹最快紀錄保持者。
獵豹不僅是陸地上速度最快的動物，也是貓科動物成員中歷史最久，最獨特和特異化的品種。與其它貓科動物不同，獵豹體型纖瘦，腿細而長，被稱為貓科中的灰狗。獵豹侵略性不強，生存依賴速度，而非打鬥。牠的爪較小、牙齒短，這是爲了提高速度所付出的代價。同時，獵豹無法通過與體型較大的獵食動物爭鬪來保護自己獵得的食物，或小獵豹。
經過幾百萬年的演化，獵豹是名副其實的速度機器，它可以在3步之內，從靜止加速到時速65英里（105公里），依據動物星球節目資料，最快的獵豹可以在3.4秒鐘內加速到100公里，這相當於動物界的法拉利。獵豹奔跑時每次只有一個脚掌著地，由于它的身體能高度地伸展和收縮，所以在6－7.5公尺的步幅距離中，僅有兩個著地點。接近全速時，獵豹每秒鐘大約跑3步，這時它的呼吸頻率從平時約每分鐘65次竄升到150次，比速度最快的人類短跑選手呼吸速率高了三倍；其體內巨大心臟，每分鐘更輸送高達16公升的血液，不到20秒就能將血液送到全身。獵豹以超過100公里時速奔馳時只能維持3至5分鐘，也並非狩獵全程皆在一百公里以上速度，否則將會體溫過高熱衰竭死亡，獵豹奔跑的距離大約僅為350到550公尺，這是它最容易遭受其它獵食動物襲擊的時刻，這種襲擊主要是爲了搶奪獵豹捕獲的食物。

## 生活習性

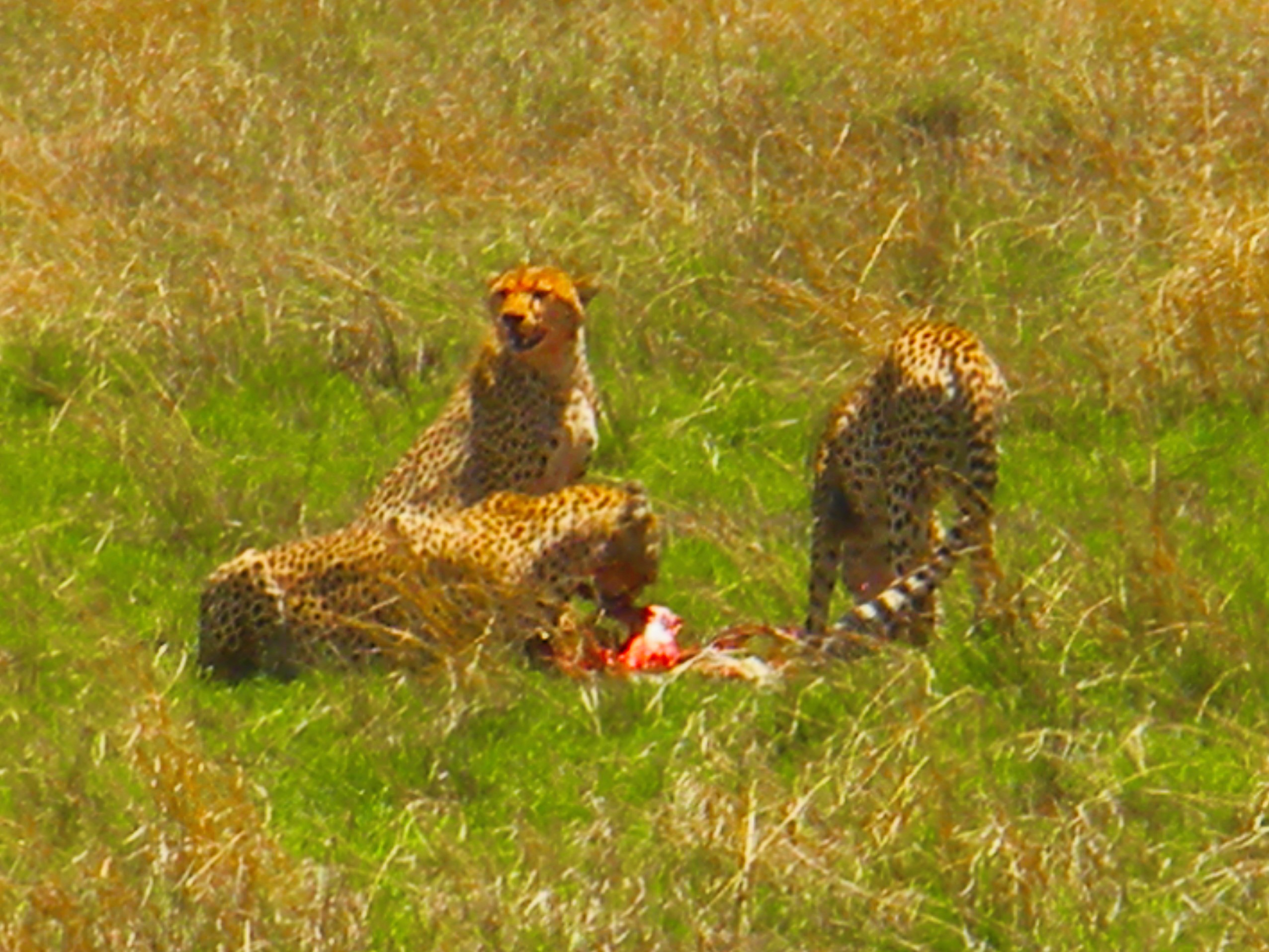
塞伦盖蒂国家公园，三只猎豹正在享用猎物。

不同于其他猫科动物，成年母猎豹并没有主要的地盘，而想要避开其他的猎豹。公猎豹有时会组成小团体，通常是从同一家庭来的。
過去對於獵豹的研究低估了它們的社會行為，它們會獨居、也可能以小量的族群一起生活。雌獵豹在20到24個月時發育到性成熟，交配期可能從一天長達一週。雌獵豹的懷孕期是90到95天，之後可以生下最多6隻獵豹寶寶。它會找一處僻靜、隱秘的地點、多在草長的矮樹下或岩石堆間。幼豹出生時體重從9盎司到15盎司不等。
雖然幼豹出生時是完全無助，看不見的，但它們發育得很快、4-10天時、就可以睜開眼睛、開始在窩附近爬行，三週時開始長牙，由于多種獵食動物的威脅、母豹每隔幾天就會帶著幼豹更換地點。出生後前六週的大多數時間裏，母豹必須離開幼豹獨自獵食，因為尋找食物，牠可能必須離開很遠。在這段時間，野生幼豹遭受獵食動物襲擊的夭折率高達90%。幼豹約在六週時開始跟隨媽媽，從母豹的捕獵中獲得肉類，從此開始，母親與幼豹不會分開，直到離巢期。
幼豹生長得很快，六個月時就長到成年體型的一半，八個月時換牙完畢。大約此時，牠們開始學習潛行和捕獵技巧，大部分學習過程是以玩樂的形式進行。幼豹們會潜伏、彼此追逐、撲擊，甚至追逐它們知道無法捕獲的獵物，或是獵物體型太大。幼豹學習捕捉不同種類的獵物，珠雞、鷓鴣、野兔、小羚羊。它們在與母親分開時仍不很擅長捕獵。
母獵豹約在16-18個月時離開子女，另外繁殖，重新開始整個過程。幼豹會彼此一起生活幾個月，通常等到雌豹長到性成熟。此時，年輕雄豹會被所在地最有勢力的雄豹驅離，年輕雄豹會從此一同生活，形成小族群，雄豹族群的彼此協助，對於爭取和保護地盤不受其它雄豹侵奪很有幫助。雄獵豹約在2-3歲間，發展到性成熟。
猎豹为食肉动物，以各种羚羊为主要食物，如湯氏瞪羚，亦會捕食野兔。偷偷接近到与猎物10－30米的距离，然后猎捕猎物，猎捕时速度最高可达到时速120千米，且仅一脚着地，但最多只能跑3至5分鐘，超过时生理构造使猎豹必须减速，否则它们会因身体过热而死。通常在1分钟内即可猎捕到猎物，如果猎豹猎捕失败，那将是浪费体力。大致上6次捕猎中仅有1次会成功。獵豹剛捕捉到獵物後，能用嘴持續咬住獵物頸部直到斷氣而期間鼻部大量進行呼吸，但全力奔跑後的獵豹體能狀況孱弱，需要數十分鐘復原，因此更無法迎敵非洲豺犬，只能放棄到手獵物；但曾有極端的案例是一隻獵豹捕獵後還賭命將一隻非洲豺犬驅走。
獵豹喜歡棲息在地勢較高的地方，如行至小山丘頂或樹上可以觀看獵物。牠們不適合生活於樹木或灌木叢较多的地方，否则他們無法使用獨特的奔驰獵捕。獵豹常被認爲是生活在開闊環境和草地的動物，這種印象可能來自在草短的環境中很容易發現獵豹。然而獵豹的棲息地差異很大，既有植物生長茂盛的地區，亦有崎嶇的山地。
獵豹是晝行性的動物，它們依賴視力來捕獵維生，所以牠們在白天活動多於夜晚。在溫暖的地區，牠們大多在氣溫比較凉爽的清晨和黃昏活動。

## 经济价值

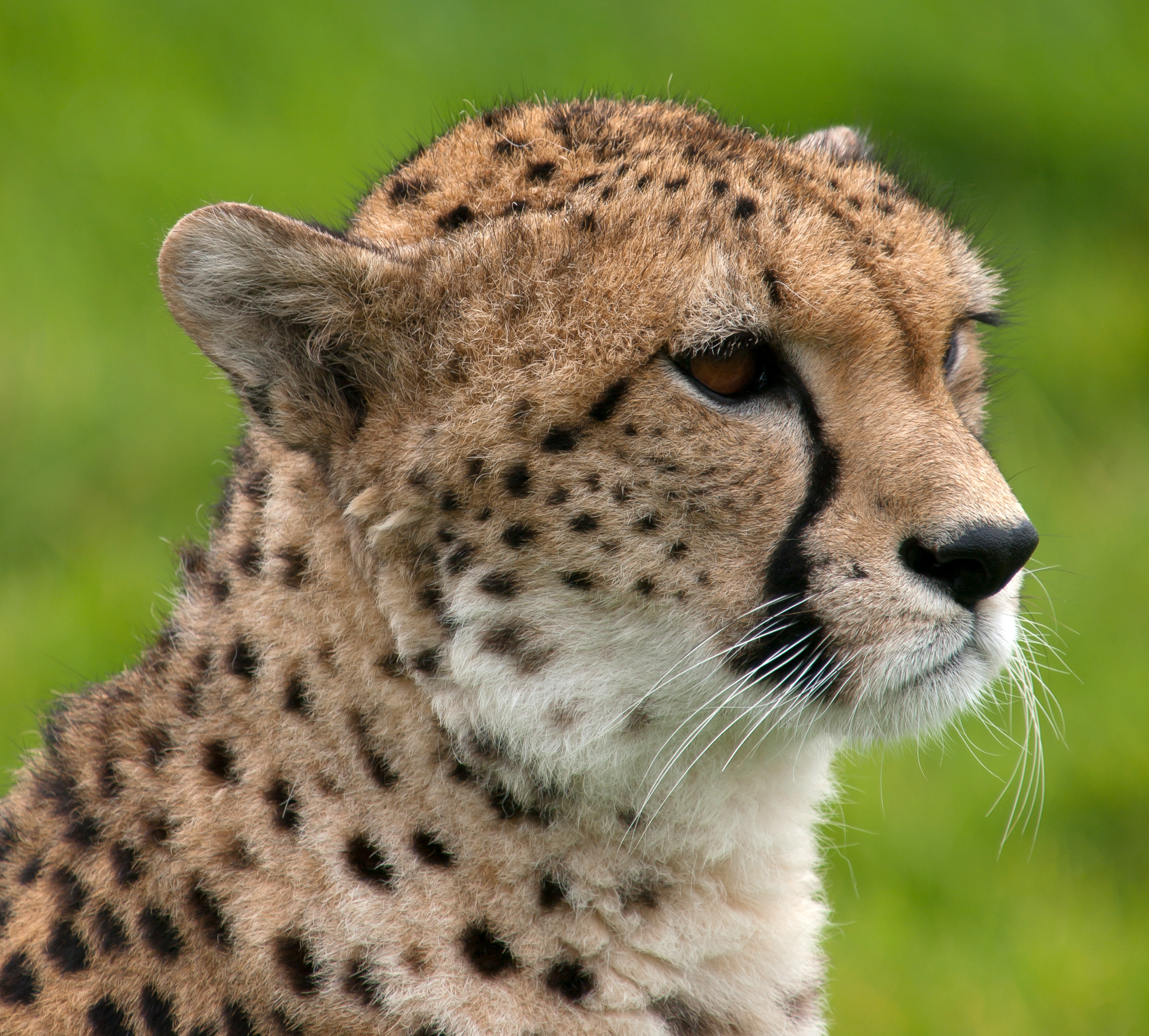
猎豹头部特写

在以前，拥有猎豹的毛皮被视为地位象征。而现今，则将复育猎豹列为重要的生态保育计划，如动物园在内。因猎豹的侵略性较其他大型猫科动物小，甚至有时幼豹还被当成宠物贩售。这是个非法的交易行为，因国际会议上已禁止个人饲养野生动物，或濒临绝种的动物。
在以前，农人常会认为猎豹会猎食他们的牲畜而将它们猎杀。而在现代的许多战役后，已试图让农人们去保护猎豹。
古埃及以及古印度常饲养猎豹来当作宠物，但饲养的猎豹繁殖能力却遠不如野生的。
獵豹與人類悠久的互動歷史，可以追溯到西元前3000年的蘇美時代。官方的封印上，有牽著繫項圈獵豹的圖案。在早期的埃及，獵豹是著名的MAFDET，也就是猫女神，是皇權的象徵，而且馴養的獵豹與法老接近，象徵對王座的保護。在皇室陵墓中，發現很多獵豹雕像及繪畫，古埃及人相信獵豹可以很快地將法老的靈魂帶到來生。在18、19皇朝之前的繪畫說明獵豹勝過了狗，是當時最常見的狩獵夥伴。
關於獵豹最好的紀錄，從歐洲到亞洲，來自14、15、16世紀皇室的保存資料。與獵豹狩獵並非爲了食物，皇室無須如此，而是爲了運動競賽。這個運動是有名的Coursing，捕捉成年野生獵豹，因為它們的捕獵技巧比較成熟。馴養訓練幾週後，獵豹戴上眼罩，讓它們看不見要進行的捕獵遊戲，然後牽著，或用小車、或繫在馬後，帶到獵物旁邊坐在騎士身後的枕頭上。然後拿掉眼罩，獵豹會衝出去抓住獵物，之後，訓練師會獎賞它一塊肉，然後把它帶回到養它的地方。
許多皇帝都養過數以百計的獵豹，但即使數量如此龐大的獵豹曾被捕捉，却僅有一個豢養獵豹的繁殖記錄，蒙兀兒皇帝阿克巴的兒子賈漢吉爾，在16世紀蒙古人統治印度時，有一窩幼豹誕生。在阿克巴长达49年的統治期中，他曾擁有超過9000隻獵豹，稱作“Khasa”，意思是皇帝的獵豹。他保存有這些獵豹的詳細記錄。
所有以“狩獵的花豹”被豢養的獵豹，都捕獲自野外。由於從自然界如此不斷地流失，獵豹在整個亞洲數目不斷减少。在1900年初期，爲了打獵，印度和伊朗已經開始從非洲進口獵豹。
對能自由遷徙、和豢養的獵豹進行的分子基因研究顯示，其品種基因庫缺乏變化。可能是現有的族群衍生自經歷冰河期殘存極少量獵豹的後代，也可能是過去歷時數千年不良的繁殖所造成的，這種基因變化貧乏的後果已經導致繁殖失常、幼豹夭折率過高、對疾病過於敏感。導致品種缺乏適應力，更容易受到自然界和環境變動的傷害。
很不幸，捕捉繁殖的種種努力還無法證明對獵豹的生存希望有幫助。全球各地動物園類似的經驗一再證實了傳統養育獵豹繁殖的困難。即便捕捉、培養、展示獵豹的歷史已經幾千年，在賈漢吉爾於16世紀有過一次飼養獵豹的繁殖記錄後，只有在1956年在費城動物園發生過一次。
不像其它大型猫科動物在飼養後容易繁殖，捕獲的獵豹無法自行繁衍，因此維持數量的方法是不斷捕捉野生的獵豹。這種做法違反現今動物園的基本原則。雖然全球很多機構都有獵豹交配記錄，但僅有很小比例的幼豹能繁殖成功，而且夭折率很高。在無法進一步捕捉野生獵豹的情况下，現有的豢養數量可以預見必然會遞减。伴隨著野外族群的不斷衰退，使獵豹的絕種問題極度嚴重。

## 生存威脅
小獵豹很易受到獅子和鬣狗的襲擊，而母豹並沒有能力保護小豹。假若帶著幾隻小豹的母豹幾天都找不到食物，在生死關頭時母豹亦可能會放棄小豹。
因獵豹個體數目少，近親繁殖十分常見，所以獵豹的基因都極為相似，實驗室中連續幾代親生老鼠兄妹交配後的基因差別甚至大於相隔數千里的野生獵豹的基因差別。基因相近令獵豹很容易集體受到病毒感染，獵豹的生殖能力亦受影響，精子的活力都很差，數量較少。

## 种群现状

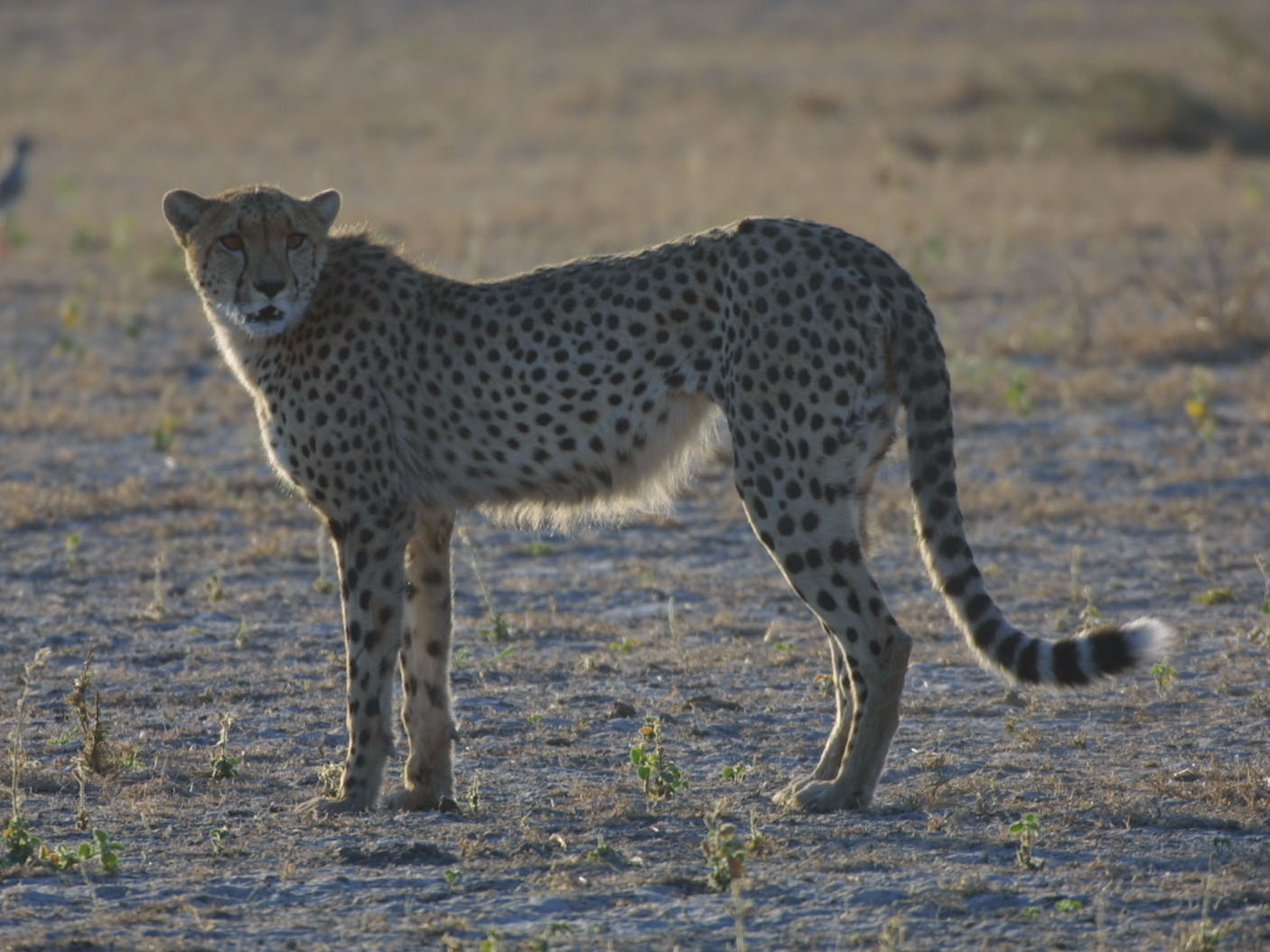
博茨瓦纳的猎豹

雖然西元1900年時有過統計，從非洲到亞洲，至少在44個國家發現超過10萬隻獵豹。但如今數量銳減，僅約20多個國家，總數剩下約7000到8000隻。其中大部分生活在非洲的24－26個國家，數量稀少。
20世紀前，獵豹從非洲到亞洲分布廣泛。在所有適合的棲息地都可以看到，從好望角到地中海，從以色列經過前蘇聯南方的省份直到印度。今天由於棲息地喪失和濫捕，亞洲獵豹幾乎絕種，1952年在印度宣佈絕種、最後的報導是1956年在以色列。如今亞洲唯一證實的獵豹僅存於伊朗，不僅稀少而且是孤立的族群。
能自由遷徙的獵豹仍棲息在非洲廣大土地上，包括北非、撒哈拉、東非和南非。如今在仍有獵豹生存的國家中，找到能適合繁衍的族群已經不到一半。數量的衰退顯示這些還存活的獵豹，來自範圍小而變化有限的基因庫。由於棲息地仍不斷喪失、獵物種類的衰減、以及與人類畜牧利益的衝突，獵豹數量仍在不斷減少。在整個非洲，由於來自其它大型獵食動物如獅子、鬣狗的競爭日趨嚴厲，獵豹無法保衛自己賴以維生的保護區，而大部分的保護區不足以供給獵豹生存所需。因此現存獵豹仍有很大比例生活在保護區之外，面對來自人類殘酷的巨大衝突。現今只有兩個比較好的保護區，在南非的納米比亞/博茨瓦納和東非的肯亞/坦桑尼亞。獵豹最大的希望來自相對自然的納米比亞，但即使在此，在過去十年中，獵豹的數量仍銳減一半，估計殘存數量不到2500隻。
由于幼猎豹的基因因素，以及食肉动物的猎捕，如狮子与鬣狗，它们的死亡率相当高。且生物学家也证明现今猎豹的近亲交配是相当严重的，且此现象已至少持续了1万年，两只相隔几千里远的猎豹，它们的基因可说是毫无变化，这在动物界是非常不利于生存的。
猎豹在世界自然保护联盟的保护现状表中是属于易危的（在非洲的状况是易危，而在亚洲已在极危）。濒临绝种野生动植物国际贸易公约附录一的归类为濒危。

## 延伸閱讀
- Great Cats, Majestic Creatures of the Wild, ed. John Seidensticker, illus. Frank Knight, (Rodale Press, 1991), ISBN 0878579656.
- Cheetah, Katherine (or Kathrine) & Karl Ammann, Arco Pub, (1985), ISBN 0668062592.
- Cheetah (Big Cat Diary), Jonathan Scott, Angela Scott, (HarperCollins, 2005), ISBN 0007149204.
- （英文）猎豹保育基金会 (Cheetah Conservation Fund) （页面存档备份，存于）